# シュライヒ

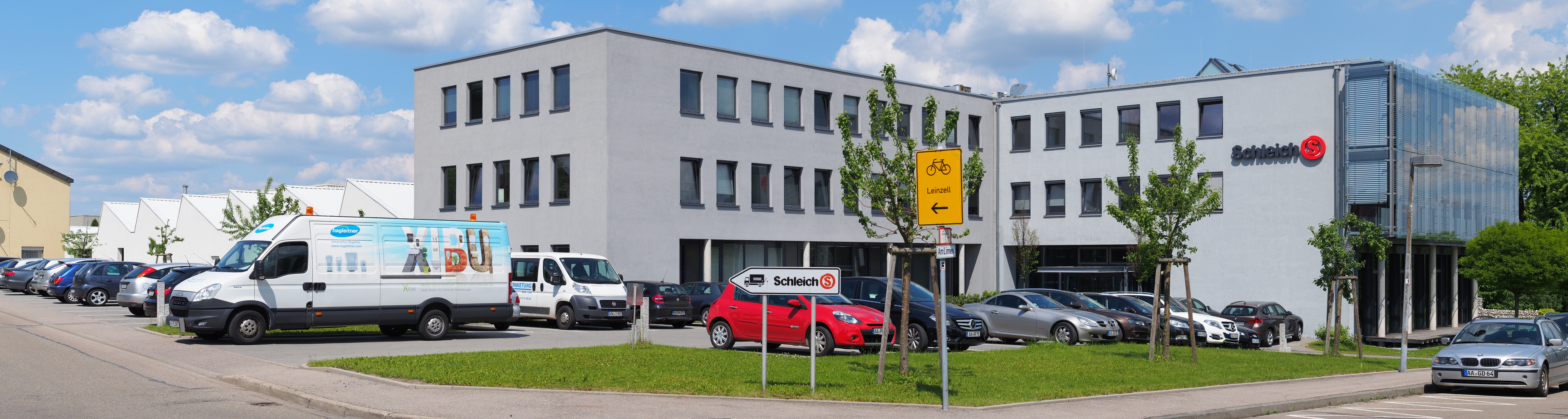
シュライヒ本社

シュライヒ（Schleich）は、ドイツの玩具メーカー。

## 概要

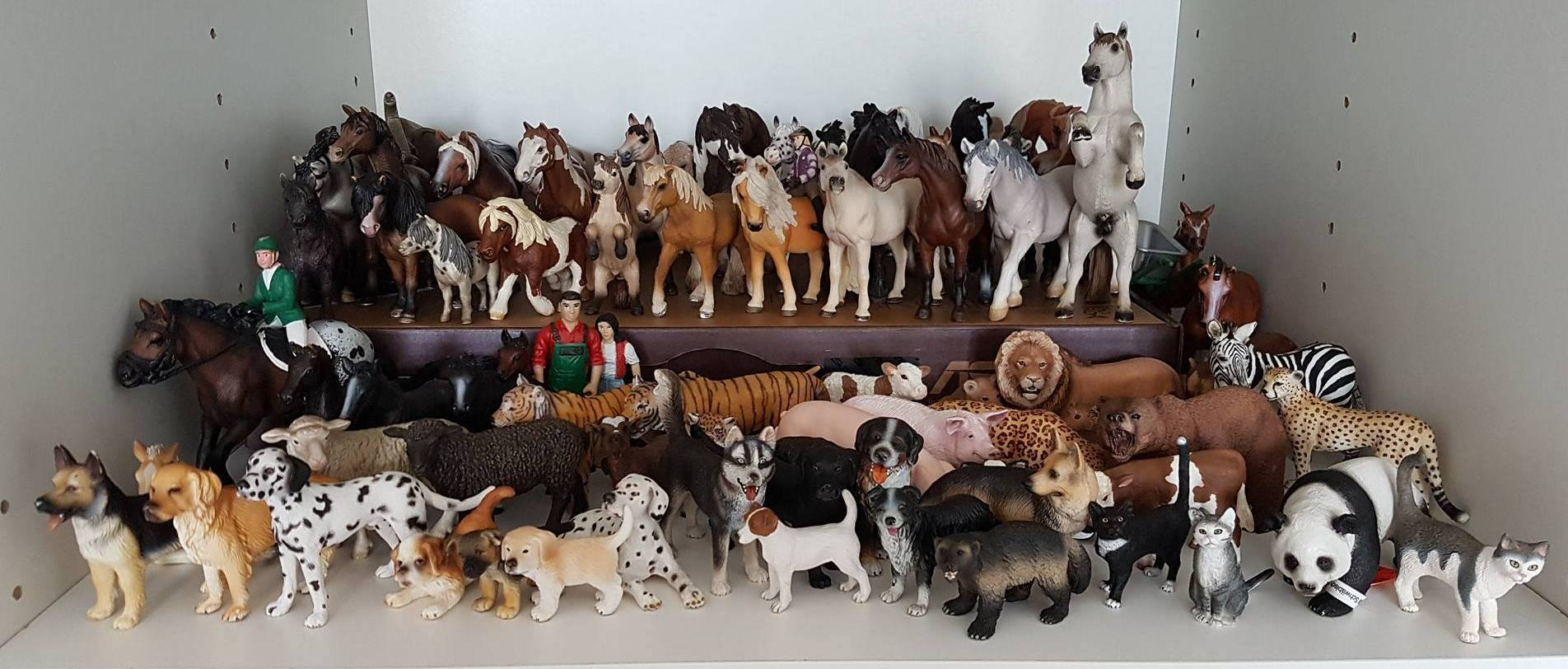
シュライヒの主力商品である動物のフィギュア

世界50ヵ国以上でで販売されており、日本でも百貨店や量販店の玩具コーナーにおいて販売されている。
1935年にフリードリヒ・シュライヒによって創業した。ドイツのシュヴェービッシュ・グミュントに本社がある。
日本法人のシュライヒジャパン株式会社は東京都中央区日本橋にある。
ポリ塩化ビニルで製作された精巧な動物や恐竜のフィギュアが主なラインナップである。
牧場のセット商品も販売している。セットにはトラクターなどのミニカーや住宅、人形なども含まれているものがある。